# 2030：发生在美国的真实故事
《2030：发生在美国的真实故事》（英語：2030: The Real Story of What Happens to America）是一本美国现代科幻长篇小说。中文出版者为现代出版社和中国出版集团。此书由北京嘉业印刷厂印刷。张桂玲担任责任编辑。版权登记号为01-2012-1922。英文原版于2011年出版。

## 专家评论
《沙克斯评论》：“文笔以讽刺为基调。布鲁克斯的习用手法就是轻快的幽默，偶尔也会暂停嬉戏，归于沉重。
《出版者周刊》：”布鲁克斯辛辣的笔力横扫千钧，未来世界的政治、医学、娱乐、日常生活应有尽有，成就了这部发人深思、引人入胜的小说，想象力堪与赫伯特·乔治·威尔斯相媲美。”
《图书馆杂志》：“布鲁克斯设计的曲折情节和出人意料的结局足以保证读者的兴趣，虽然不无瑕纰，仍然不失为美国未来的有趣图景。”
《纽约时报》：“布鲁克斯的第一部书华丽、聪慧、幽默、余音绕梁、挥之不去......布鲁克斯前途无量。”
《洛杉矶时报》：“这部小说堪称启示录，刻薄地勾画了一个时乖命蹙的国家的讽刺画。”
《波士顿环球报》：“布鲁克斯是敏锐的社会观察家和批评家......他的第一部书雄心勃勃、引人深思，既严肃认真又诙谐幽默。”